# Sangiorgese Calcio a 5
L'Associazione Sportiva Dilettantistica Sangiorgese Calcio a 5 è stata una società italiana di calcio a 5 con sede a Porto San Giorgio.

## Storia

### Fermodue
La società è stata fondata nel 1997 da Claudio Trasatti come J.T. Fermodue; alla prima stagione la squadra termina con un piazzamento di metà classifica in Serie D, ma già nella stagione 1998/1999 la squadra affidata a Fabio Cifani e rafforzata da alcuni giovani innesti, conquista la promozione in C2 dopo aver vinto i play-off.
Il salto di categoria dà talmente slancio alla giovane formazione che, pur puntando alla salvezza, nella stagione 1999/2000 vola in C1 grazie ai 74 punti sui 78 disponibili.
Già alla prima stagione di Serie C1 la Fermodue sfiora la promozione alle serie nazionali: la squadra di Fabrizio Amatucci, subentrato all'esonerato Cifani, giunge allo scontro con l'Alma Juventus Fano che la estromette per differenza reti.
Il riscatto della squadra è immediato, già nella stagione 2001/2002 la Fermodue con in panchina direttamente il presidente Trasatti vince il campionato e la Coppa.

### San Giorgio
Nell'estate del 2002 la società diventa Sangiorgese e conclude il campionato di Serie B al sesto posto non senza qualche rammarico per aver mancato i posti disponibili per i play-off.
La stagione successiva l'allenatore Paolo Perugini è sostituito da Bernardino Giordani che centra la settima piazza.
Nella stagione 2005-2006 la formazione di Porto San Giorgio conclude il suo girone come terza classificata; nei play-off è eliminata al primo turno dall'Imola.
La possibilità del salto di categoria si materializza comunque durante l'estate quando la società rileva il titolo del Brandoni Ancona appena retrocesso dalla Serie A.
Con il ritorno di Perugini al timone, la società (nel frattempo diventata San Giorgio Calcio a 5) dopo un primo anno di ambientamento in A2 nella stagione 2007-2008 comincia a vedere i primi risultati, anche se il finale rimane sempre amaro: viene infatti eliminata dalle fasi finali dei play-off promozione e dalla Final-Eight di Coppa Italia, svoltesi nella stessa città di Porto San Giorgio. Nei quarti di finale hanno ragione del Torrino dopo i tempi supplementari al termine di una partita spettacolare e allo stesso tempo drammatica. In semifinale si arrendono al MARAN Credit Solution Spoleto soltanto dopo i calci di rigore. Sarà proprio la formazione umbra a vincere il trofeo.
Nella stagione 2008-09 la squadra è affidata a Luigi Pagana che centra la qualificazione alle Final-Eight di Coppa Italia svoltesi per il secondo anno consecutivo a Porto San Giorgio. A differenza dell'anno precedente, i nerazzurri vengono eliminati al primo turno per 4-3 dopo i tempi supplementari dal Torrino che in finale vincerà il trofeo ai danni del Kaos Futsal.
Nei playoff, i sangiorgesi escono clamorosamente al primo turno dal Gruppo Fassina.
Nella stagione seguente dopo un discreto girone d'andata, cadono sino al decimo posto e devono giocarsela contro la Domusdemaria Chia per ottenere la permanenza in A2 nello spareggio playout. Sul campo, i marchigiani escono battuti ma, il Giudice sportivo gli assegnerà la vittoria in quanto i sardi hanno disposto in campo un giocatore non ancora idoneo, dal punto di vista anagrafico per giocare.

### Samb e Riviera Marche
Nel luglio 2010 Michele Giancaspro assume la presidenza della società, spostandone la sede a San Benedetto del Tronto e cambiando denominazione in Futsal Samb.
L'estate successiva si realizza la fusione con la società RM Calcio Civitanova: nasce il Futsal Riviera Marche con sede e campo di gioco che si spostano a Civitanova Marche. Travolta da importanti problemi societari, la neonata società disputa appena quattro partite del campionato di Serie A2 2011-12 (raccogliendo un pareggio e tre sconfitte); alla quarta rinuncia la società è esclusa dal campionato.

### La rifondazione
Nell'estate 2014 Osmar Oldrini rileva l'intero pacchetto azionario della Eagles Fermo (vincitrice del campionato di C1 delle Marche), rifondando la Sangiorgese Calcio a 5. Fanno parte dell'organigramma della neonata società alcune figure storiche appartenenti alle vecchie gestioni sportive dal 1999 al 2007, tra i quali l'allenatore Bernardino Giordani e il direttore generale Fabrizio Ciuti. Dopo tre retrocessioni consecutive, nell'estate del 2017 la società è assorbita dai concittadini del Porto San Giorgio per dare vita al "Futsal Città di Porto San Giorgio" iscritto in Serie B.

## Statistiche e record

### Partecipazioni ai campionati
| Livello | Categoria | Partecipazioni | Debutto   | Ultima stagione | Totale |
| ------- | --------- | -------------- | --------- | --------------- | ------ |
| 2º      | Serie A2  | 6              | 2006-2007 | 2011-2012       | 6      |
| 3º      | Serie B   | 5              | 2002-2003 | 2014-2015       | 5      |
| 4º      | Serie C1  | 3              | 2000-2001 | 2015-2016       | 3      |
| 5º      | Serie D   | 1              | 1997-1998 | 1997-1998       | 3      |
| 5º      | Serie C2  | 2              | 1999-2000 | 2016-2017       | 3      |
| 6º      | Serie D   | 1              | 1998-1999 | 1998-1999       | 1      |

## Organigramma
- Presidente: Michele Giancaspro
- Allenatore: Paolo Capriotti
- 2º Allenatore: Paolo Capriotti
- General Manager: Claudio Trasatti
- Preparatore portieri: Alberto Mancini